# 1-я бригада Национальной кавалерии войска Великого княжества Литовского
1-я бригада Национальной кавалерии войска Великого княжества Литовского (известная как Гусарская или Ковенская) — конное подразделение в армии Великого княжества Литовского XVIII века, сформированное в 1776 году.
Расположение: Каунас , Минск (1789), Кедайняй (1790), Укмерге, Паневежис, Шяуляй.

## Командиры
- Казимир Тышкевич, генерал-лейтенант (пом. 1778)
- Тадеуш Пузына, генерал-майор (3 декабря 1778)
- Шимон Забелло (26 июня 1788)
- Ян Огинский (1790-91)
- Николай Сулистровский (1791)
- Мацей Франковский (с 1792)

## Места сражений
Свержань (10 июня 1792), Мир (11 июня 1792), Ионишкелис, Брест (23 июля 1794), Щучин (13 мая 1794), Паневежис (20 мая 1794), Скуодас (12 июля 1794).